# 22/7 計算外
『22/7 計算外』（ナナブンノニジュウニ けいさんがい）は、TOKYO MX、BS11で、2024年4月20日から放送されているバラエティ番組。22/7の冠番組である。
同枠では『22/7 計算中』を2024年3月30日まで放送していた。
本番組放送開始前の2024年4月6日から4月13日にかけては、『春爛漫!22/7 12thシングルヒット祈願スペシャル』を放送した。

## 概要
22/7の声優メンバーが出演する学園バラエティ番組。『22/7 計算中』から引き続き三四郎の小宮浩信と相田周二がMCを務める。当番組では、小宮が担任、相田が副担任として出演する。ナレーターは山盛由果。
トップアイドルを目指すべく学園を舞台にトークやロケなど様々な企画に挑戦していく。
2018年から放送していた『22/7 計算中』、及び2021年1月から3月にかけて放送された『22/7 検算中』とは異なり、レギュラー番組としては初めてMC及び出演者全員が実写で出演する。

## 出演者
- 三四郎 - 相田周二：副担任、小宮浩信：担任（ともにMC）
- 22/7 - 天城サリー、河瀬詩、西條和、涼花萌、相川奈央、麻丘真央、椎名桜月、四条月、月城咲舞、望月りの
- 山盛由果：ナレーター

## 放送リスト

### season1
| 回 | 放送日         | 放送内容                                           | スタジオ出演メンバー                                    | VTR出演メンバー                                         | ゲスト                      | 備考              |
| -- | -------------- | -------------------------------------------------- | ------------------------------------------------------- | ------------------------------------------------------- | --------------------------- | ----------------- |
| 1  | 2024年 4月20日 | ナナニジメンバー他己紹介!                          | 天城・涼花・西條 麻丘・月城・相川 望月・四条            |                                                         |                             | 椎名は欠席        |
| 2  | 4月27日        | ナナニジメンバー他己紹介!                          | 天城・涼花・西條 河瀬・麻丘・月城 相川・望月・四条      | 河瀬は途中参加 椎名は欠席                               |                             |                   |
| 3  | 5月4日         | ナナニジメンバー他己紹介!                          | 天城・涼花・西條 河瀬・麻丘・月城 相川・望月・四条      | 河瀬は途中参加 椎名は欠席                               |                             |                   |
| 4  | 5月11日        | ナナニジ常識力チェックテスト!                      | 天城・涼花・西條 麻丘・月城・相川 望月・四条            |                                                         |                             | 河瀬・椎名は欠席  |
| 5  | 5月18日        | ナナニジ常識力チェックテスト!                      | 天城・涼花・西條 麻丘・月城・相川 望月・四条・椎名      | 河瀬は欠席 椎名の他己紹介も併せて実施                   |                             |                   |
| 6  | 5月25日        | 神舌・バカ舌は誰だ!? ナナニジ舌−1グランプリ!       | 天城・涼花・西條 河瀬・麻丘・月城 望月・四条・椎名      |                                                         |                             | 相川は欠席        |
| 7  | 6月1日         | 神舌・バカ舌は誰だ!? ナナニジ舌−1グランプリ!       | 天城・涼花・西條 河瀬・麻丘・月城 望月・四条・椎名      |                                                         |                             | 相川は欠席        |
| 8  | 6月8日         | ロケ争奪! 地元プレゼンバトル!                      | 天城・涼花・西條 河瀬・麻丘・月城 望月・四条・椎名      |                                                         |                             | 相川は欠席        |
| 9  | 6月15日        | ロケ争奪! 地元プレゼンバトル!                      | 天城・涼花・西條 河瀬・麻丘・月城 望月・四条・椎名      |                                                         |                             | 相川は欠席        |
| 10 | 6月22日        | ロケ争奪! 地元プレゼンバトル!                      | 天城・涼花・西條 河瀬・麻丘・月城 望月・四条・椎名      |                                                         |                             | 相川は欠席        |
| 11 | 6月29日        | チーム対抗! ナナニジ即興演技バトル!                | 天城・涼花・西條 河瀬・相川・麻丘 月城・望月・四条 椎名 |                                                         |                             |                   |
| 12 | 7月6日         | チーム対抗! ナナニジ即興演技バトル!                | 天城・涼花・西條 河瀬・相川・麻丘 月城・望月・四条 椎名 |                                                         |                             |                   |
| 13 | 7月13日        | ナナニジ部活承認プレゼンバトル!                    | 天城・涼花・西條 河瀬・相川・麻丘 月城・望月・四条 椎名 |                                                         |                             |                   |
| 14 | 7月20日        | ナナニジ部活承認プレゼンバトル!                    | 天城・涼花・西條 河瀬・相川・麻丘 月城・望月・四条 椎名 |                                                         |                             |                   |
| 15 | 7月27日        | クイズ!ナナニジライブ事件簿!                       | 天城・涼花・西條 河瀬・相川・麻丘 月城・望月・四条 椎名 |                                                         |                             |                   |
| 16 | 8月3日         | チーム対抗美術センスバトル!                        | 天城・涼花・西條 河瀬・相川・麻丘 月城・望月・四条 椎名 |                                                         |                             |                   |
| 17 | 8月10日        | チーム対抗美術センスバトル!                        | 天城・涼花・西條 河瀬・相川・麻丘 月城・望月・四条 椎名 |                                                         |                             |                   |
| 18 | 8月17日        | ナナニジバンドやろうぜ!!                           | 天城・涼花・西條 河瀬・相川・麻丘 月城・望月・四条 椎名 | 天城・涼花・西條 河瀬・相川・麻丘 月城・望月・四条 椎名 |                             |                   |
| 19 | 8月24日        | ナナニジバンドやろうぜ!!                           | なし                                                    | 天城・涼花・西條 河瀬・相川・麻丘 月城・望月・四条 椎名 |                             |                   |
| 20 | 8月31日        | 涼花萌の卒業までにしたい○○のこと                   | 天城・涼花・西條 河瀬・相川・麻丘 月城・望月・四条 椎名 |                                                         |                             |                   |
| 21 | 9月7日         | 涼花萌の卒業までにしたい○○のこと                   | 天城・涼花・西條 河瀬・相川・麻丘 月城・望月・四条 椎名 | 涼花                                                    | 鈴木拓 （ドランクドラゴン） | 涼花の最終出演回  |
| 22 | 9月14日        | ナナニジ秋の極せま運動会!                          | 西條・河瀬・相川 麻丘・月城・望月 四条・椎名            |                                                         |                             | 天城は欠席        |
| 23 | 9月21日        | ナナニジ秋の極せま運動会!                          | 西條・河瀬・相川 麻丘・月城・望月 四条・椎名            |                                                         |                             | 天城は欠席        |
| 24 | 9月28日        | ナナニジ秋の極せま運動会!                          | 西條・河瀬・相川 麻丘・月城・望月 四条・椎名            |                                                         |                             | 天城は欠席        |
| 25 | 10月5日        | みんなの理想を叶えよう! 七虹学園席替え会議!!       | 天城・西條・河瀬 相川・麻丘・月城 望月・四条・椎名      |                                                         |                             |                   |
| 26 | 10月12日       | みんなの理想を叶えよう! 七虹学園席替え会議!!       | 天城・西條・河瀬 相川・麻丘・月城 望月・四条・椎名      |                                                         |                             |                   |
| 27 | 10月19日       | クイズ!YESとNOの間に                               | 天城・西條・河瀬 相川・麻丘・月城 望月・四条            |                                                         |                             | 椎名は欠席        |
| 28 | 10月26日       | 秋のナナニジバザー!                                | 天城・西條・河瀬 相川・麻丘・月城 望月・四条            |                                                         |                             | 椎名は欠席        |
| 29 | 11月2日        | 秋のナナニジバザー! ナナニジディベートバトル       | 天城・西條・河瀬 相川・麻丘・月城 望月・四条            |                                                         |                             | 椎名は欠席        |
| 30 | 11月9日        | ナナニジディベートバトル                           | 天城・西條・河瀬 相川・麻丘・月城 望月・四条            |                                                         |                             | 椎名は欠席        |
| 31 | 11月16日       | 椎名桜月地元凱旋! 山梨県社会科見学ツアー!          | なし                                                    | 天城・西條・河瀬 相川・麻丘・月城 望月・椎名・四条      |                             | 全編ロケVTRを放送 |
| 32 | 11月23日       | 椎名桜月地元凱旋! 山梨県社会科見学ツアー!          | なし                                                    | 天城・西條・河瀬 相川・麻丘・月城 望月・椎名・四条      |                             | 全編ロケVTRを放送 |
| 33 | 11月30日       | 椎名桜月地元凱旋! 山梨県社会科見学ツアー!          | なし                                                    | 天城・西條・河瀬 相川・麻丘・月城 望月・椎名・四条      |                             | 全編ロケVTRを放送 |
| 34 | 12月7日        | 椎名桜月地元凱旋! 山梨県社会科見学ツアー!          | なし                                                    | 天城・西條・河瀬 相川・麻丘・月城 望月・椎名・四条      |                             | 全編ロケVTRを放送 |
| 35 | 12月14日       | 七虹学園クリスマスパーティー!                      | 天城・西條・河瀬 相川・麻丘・月城 望月・四条・椎名      |                                                         | ほしのディスコ （パーパー） |                   |
| 36 | 12月21日       | 七虹学園クリスマスパーティー!                      | 天城・西條・河瀬 相川・麻丘・月城 望月・四条・椎名      |                                                         | ほしのディスコ （パーパー） |                   |
| 37 | 12月28日       | 22/7 計算外 2024フレーズ大賞!                      | 天城・西條・河瀬 相川・麻丘・月城 望月・四条・椎名      |                                                         |                             |                   |
| 38 | 2025年 1月4日  | 新春!七虹学園お正月祭り!                           | 天城・西條・河瀬 相川・麻丘・月城 望月・四条・椎名      |                                                         |                             |                   |
| 39 | 1月11日        | 新春!七虹学園お正月祭り!                           | 天城・西條・河瀬 相川・麻丘・月城 望月・四条・椎名      |                                                         |                             |                   |
| 40 | 1月18日        | 七虹学園なんでもNo.1グランプリ!                    | 天城・西條・河瀬 相川・麻丘・月城 四条・椎名            |                                                         |                             | 望月は欠席        |
| 41 | 1月25日        | 七虹学園なんでもNo.1グランプリ!                    | 天城・西條・河瀬 相川・麻丘・月城 四条・椎名            |                                                         |                             | 望月は欠席        |
| 42 | 2月1日         | 七虹学園フォレの女グランプリ!                      | 天城・西條・河瀬 相川・麻丘・月城 四条・椎名            |                                                         |                             | 望月は欠席        |
| 43 | 2月8日         | 七虹学園フォレの女グランプリ!                      | 天城・西條・河瀬 相川・麻丘・月城 四条・椎名            |                                                         |                             | 望月は欠席        |
| 44 | 2月15日        | 七虹学園フォレの女グランプリ!                      | 天城・西條・河瀬 相川・麻丘・月城 四条・椎名            |                                                         |                             | 望月は欠席        |
| 45 | 2月22日        | 14thシングル"ロックは死なない" ヒットキャンペーン! | 天城・西條・河瀬 相川・麻丘・月城 四条・椎名・望月      | 天城・西條・河瀬 相川・麻丘・月城 四条・椎名・望月      |                             |                   |
| 46 | 3月1日         | ナナニジクイズVTRクイーン決定戦!                   | 天城・西條・河瀬 相川・麻丘・月城 四条・椎名・望月      |                                                         |                             |                   |
| 47 | 3月8日         | ナナニジクイズVTRクイーン決定戦!                   | 天城・西條・河瀬 相川・麻丘・月城 四条・椎名・望月      |                                                         |                             |                   |
| 48 | 3月15日        | 七虹学園極せまお花見会                             | 天城・西條・河瀬 相川・麻丘・月城 四条・椎名・望月      |                                                         |                             |                   |
| 49 | 3月22日        | 七虹学園極せまお花見会                             | 天城・西條・河瀬 相川・麻丘・月城 四条・椎名・望月      |                                                         |                             |                   |
| 50 | 3月29日        | 七虹学園極せまお花見会                             | 天城・西條・河瀬 相川・麻丘・月城 四条・椎名・望月      |                                                         |                             |                   |

### season2
| 回 | 放送日        | 放送内容                                                    | スタジオ出演メンバー                               | VTR出演メンバー                                    | ゲスト                                    | 備考                         |
| -- | ------------- | ----------------------------------------------------------- | -------------------------------------------------- | -------------------------------------------------- | ----------------------------------------- | ---------------------------- |
| 1  | 2025年 4月5日 | 七虹学園!学級新聞発表会!                                    | 天城・西條・相川 麻丘・月城・四条 望月             |                                                    |                                           | season2初回 河瀬・四条は欠席 |
| 2  | 4月12日       | 七虹学園!学級新聞発表会!                                    | 天城・西條・相川 麻丘・月城・四条 望月             | 河瀬・四条は欠席                                   |                                           |                              |
| 3  | 4月19日       | 七虹学園オープンキャンパス                                  | 天城・西條・河瀬 相川・麻丘・月城 四条・椎名・望月 |                                                    |                                           |                              |
| 4  | 4月26日       | 七虹学園オープンキャンパス                                  | 天城・西條・河瀬 相川・麻丘・月城 四条・椎名・望月 | 天城・西條・河瀬 相川・麻丘・月城 四条・椎名・望月 |                                           |                              |
| 5  | 5月3日        | 七虹学園オープンキャンパス                                  | 天城・西條・河瀬 相川・麻丘・月城 四条・椎名・望月 | 河瀬・相川・天城 西條・望月                        |                                           |                              |
| 6  | 5月10日       | 絆絆を深めろ! 一致団結ナナニジチャレンジ!                   | 天城・西條・河瀬 相川・麻丘・月城 椎名・望月       |                                                    | 石川颯光 （コーンホール日本チャンピオン） | 四条は欠席                   |
| 7  | 5月17日       | 絆絆を深めろ! 一致団結ナナニジチャレンジ!                   | 天城・西條・相川 麻丘・月城・椎名 望月             | チェリー吉武                                       | 河瀬・四条は欠席                          |                              |
| 8  | 5月24日       | 先輩を守れ! 七虹学園プレッシャーチャレンジ!                 | 天城・西條・河瀬 麻丘・月城・相川 望月・四条・椎名 |                                                    |                                           |                              |
| 9  | 5月31日       | 先輩を守れ! 七虹学園プレッシャーチャレンジ!                 | 天城・西條・河瀬 麻丘・月城・相川 望月・四条・椎名 |                                                    |                                           |                              |
| 10 | 6月7日        | ナナニジ自分記念館                                          | 天城・西條・河瀬 麻丘・月城・相川 望月・四条・椎名 |                                                    |                                           |                              |
| 11 | 6月14日       | ナナニジ自分記念館                                          | 天城・西條・河瀬 麻丘・月城・相川 望月・四条・椎名 |                                                    |                                           |                              |
| 12 | 6月21日       | ナナニジ自分記念館                                          | 天城・西條・河瀬 麻丘・月城・相川 望月・四条・椎名 |                                                    |                                           |                              |
| 13 | 6月28日       | 第2回ナナニジディベートバトル!                              | 天城・西條・河瀬 麻丘・月城・相川 望月・四条・椎名 |                                                    |                                           |                              |
| 14 | 7月5日        | 15thシングル"あなたでなくちゃ" ヒットキャンペーン!          | 天城・西條・河瀬 麻丘・月城・相川 望月・四条・椎名 | 望月・天城                                         |                                           |                              |
| 15 | 7月12日       | 15thシングル"あなたでなくちゃ" ヒットキャンペーン!          | なし                                               | 西條・河瀬・麻丘 月城・相川・四条 椎名             | 石川颯光 （コーンホール日本チャンピオン） |                              |
| 16 | 7月19日       | 七虹学園なんでもダービー                                    | 天城・西條・河瀬 麻丘・月城・相川 望月・四条・椎名 |                                                    |                                           |                              |
| 17 | 7月26日       | 七虹学園なんでもダービー                                    | 天城・西條・河瀬 麻丘・月城・相川 望月・四条・椎名 |                                                    |                                           |                              |
| 18 | 8月2日        | 「あなたでなくちゃ」ヒットキャンペーン! 生配信裏側大公開SP! | なし                                               | 天城・西條・河瀬 麻丘・月城・相川 望月・椎名       |                                           |                              |
| 19 | 8月9日        | 七虹学園 夏祭り                                             | 天城・西條・河瀬 麻丘・月城・相川 望月・四条・椎名 |                                                    |                                           |                              |
| 20 | 8月16日       | 七虹学園 夏祭り                                             | 天城・西條・河瀬 麻丘・月城・相川 望月・四条・椎名 |                                                    |                                           |                              |

## スタッフ
- 企画：秋元康
- スーパーバイザー：秋元伸介
- キャラクターデザイン：堀口悠紀子
- 構成：町田裕章、水野将良、清山智之
- CAM：神尾淳
- 音声：谷口健二
- 照明：根建勝広
- 美術：矢野雄一郎
- アクリル装飾：日野直治
- 装飾：牛沢直樹
- 音効：吉田達朗
- メイク：アートメイク・トキ
- 編集：蜂谷幸平、最上昌哉
- MA：船木優
- グラフィック：木村有里
- 撮影協力：Swish Japan、e-naスタジオ、プログレッソ
- 協力：Y&N Brothers
- AD︰佐々木耀、蒔苗瑞騎、鈴木成葉（鈴木→一時離脱→復帰）
- ディレクター：山本健太、松浦直人、伊達秀昭、渡邉紫音
- 演出：鎗野貴生
- プロデューサー：工藤浩之、坂本加恵、足立和紀、長尾真、林健一
- エグゼクティブプロデューサー：佐野弘明、佐藤信幸
- 制作協力：ケイマックス
- 制作：バズウェーブ合同会社

### 過去のスタッフ
- AD：渡開都、磯貝郁奈、高野このみ、小笠原舜
- ディレクター︰浅野浩希
- エグゼクティブプロデューサー︰落越友則

## ネット局
| 放送局   | 放送期間        | 放送時間           | 対象地域 | 放送系列 | 備考       |
| -------- | --------------- | ------------------ | -------- | -------- | ---------- |
| TOKYO MX | 2024年4月20日 - | 土曜 23:00 - 23:30 | 東京都   | 独立局   |            |
| BS11     | 2024年4月20日 - | 土曜 23:00 - 23:30 | 日本全域 | BS放送   | 同時ネット |